# Lista de deputados estaduais do Paraná da 15.ª legislatura
Esta é a lista de deputados estaduais do Paraná para a legislatura 2003–2007. Nas eleições estaduais, foram eleitos 54 deputados estaduais.

## Composição das bancadas
| Partido | Líder                | Bancada | Posição      |
| ------- | -------------------- | ------- | ------------ |
| PT      | Angelo Vanhoni       | 9 / 54  | Oposição     |
| PMDB    | Nereu Moura          | 8 / 54  | Governo      |
| PFL     | Nelson Justus        | 7 / 54  | Oposição     |
| PDT     | Barbosa Neto         | 6 / 54  | Oposição     |
| PSDB    | Ademar Traiano       | 5 / 54  | Oposição     |
| PPB     | Cida Borghetti       | 4 / 54  | Oposição     |
| PSB     | Ratinho Junior       | 3 / 54  | Oposição     |
| PTB     | Valdir Rossoni       | 3 / 54  | Oposição     |
| PPS     | Marcos Valente Isfer | 3 / 54  | Oposição     |
| PSL     | Geraldo Cartario     | 2 / 54  | Oposição     |
| PL      | Pastor Edson Praczyk | 2 / 54  | Oposição     |
| PRP     | Jocelito Canto       | 1 / 54  | Independente |
| PSC     | Mauro Moraes         | 1 / 54  | Governo      |

## Deputados Estaduais
Deputados Estaduais eleitos para a legislatura 2003-2006.
| Número | Deputados estaduais eleitos | Partido | Votação | Percentual | Cidade onde nasceu         | Unidade federativa |
| 40840  | Ratinho Junior              | PSB     | 189.739 | 3,66%      | Jandaia do Sul             | Paraná             |
| 13222  | Ângelo Vanhoni              | PT      | 130.150 | 2,51%      | Paranaguá                  | Paraná             |
| 45678  | Hermas Brandão              | PSDB    | 123.390 | 2,38%      | Campinas                   | São Paulo          |
| 12123  | Barbosa Neto                | PDT     | 122.112 | 2,35%      | Santa Rita do Passa Quatro | Paraná             |
| 14560  | Valdir Rossoni              | PTB     | 110.432 | 2,13%      | Palmas                     | Paraná             |
| 25110  | Plauto Miró                 | PFL     | 74.726  | 1,44%      | Ponta Grossa               | Paraná             |
| 25111  | Nelson Justus               | PFL     | 72.889  | 1,40%      | Curitiba                   | Paraná             |
| 12345  | Augustinho Zucchi           | PDT     | 59.445  | 1,15%      | Pato Branco                | Paraná             |
| 25252  | Durval Amaral               | PFL     | 58.708  | 1,13%      | Londrina                   | Paraná             |
| 14190  | Carlos Simões               | PTB     | 55.351  | 1,07%      | Verê                       | Paraná             |
| 15115  | Dobrandino                  | PMDB    | 53.431  | 1,03%      | Treze de Maio              | Santa Catarina     |
| 44123  | Jocelito Canto              | PRP     | 53.412  | 1,03%      | Três Passos                | Rio Grande do Sul  |
| 13233  | Luciana Guzella Rafagnin    | PT      | 53.339  | 1,03%      | Mariano Moro               | Rio Grande do Sul  |
| 11511  | Cida Borghetti              | PPB     | 53.225  | 1,03%      | Caçador                    | Santa Catarina     |
| 25250  | Cleiton Kielse              | PFL     | 52.786  | 1,02%      | Curitiba                   | Paraná             |
| 25003  | Rafael Greca                | PFL     | 51.923  | 1,00%      | Curitiba                   | Paraná             |
| 17777  | Geraldo Cartario            | PSL     | 49.232  | 0,95%      | Curitiba                   | Paraná             |
| 14123  | Luiz Accorsi                | PTB     | 48.917  | 0,94%      | São Paulo                  | São Paulo          |
| 20655  | Mauro Moraes                | PSC     | 48.676  | 0,94%      | Tomazina                   | Paraná             |
| 17550  | Luiz Carlos Martins         | PSL     | 48.078  | 0,93%      | Bilac                      | São Paulo          |
| 15178  | Nereu Moura                 | PMDB    | 47.581  | 0,92%      | São João                   | Paraná             |
| 22123  | Pastor Edson Praczyk        | PL      | 46.889  | 0,90%      | São Paulo                  | São Paulo          |
| 15150  | Delegado Bradock            | PMDB    | 46.641  | 0,90%      | Ponta Grossa               | Paraná             |
| 15015  | Artagão Jr                  | PMDB    | 45.791  | 0,88%      | Ponta Grossa               | Paraná             |
| 15128  | Alexandre Curi              | PMDB    | 45.778  | 0,88%      | Curitiba                   | Paraná             |
| 12730  | Vanderlei Iensen            | PDT     | 44.179  | 0,85%      | Apucarana                  | Paraná             |
| 25200  | Nelson Garcia               | PFL     | 44.086  | 0,85%      | Rolândia                   | Paraná             |
| 45123  | Nelson Tureck               | PSDB    | 43.285  | 0,83%      | Rio Negrinho               | Santa Catarina     |
| 15107  | Caíto Quintana              | PMDB    | 42.048  | 0,81%      | Santo Augusto              | Rio Grande do Sul  |
| 45789  | Traiano                     | PSDB    | 41.312  | 0,80%      | Francisco Beltrão          | Paraná             |
| 45680  | Francisco Bührer            | PSDB    | 39.013  | 0,75%      | Tijucas do Sul             | Paraná             |
| 25155  | Elio Rusch                  | PFL     | 38.654  | 0,74%      | Crissiumal                 | Rio Grande do Sul  |
| 11234  | Miltinho Pupio              | PPB     | 38.538  | 0,74%      | Jandaia do Sul             | Paraná             |
| 15456  | Elza Correia                | PMDB    | 38.309  | 0,74%      | Londrina                   | Paraná             |
| 40123  | Luciano Ducci               | PSB     | 37.904  | 0,73%      | Curitiba                   | Paraná             |
| 45645  | Ailton Araujo               | PSDB    | 37.456  | 0,72%      | Campina Grande do Sul      | Paraná             |
| 15200  | Edson Strapasson            | PMDB    | 37.391  | 0,72%      | Colombo                    | Paraná             |
| 11789  | Fernando Ribas Carli        | PPB     | 37.333  | 0,72%      | Guarapuava                 | Paraná             |
| 12255  | José Maria                  | PDT     | 35.510  | 0,68%      | São José dos Pinhais       | Paraná             |
| 23400  | Waldir Turchetti Leite      | PPS     | 34.496  | 0,66%      | Santos                     | São Paulo          |
| 11223  | Duílio Genari               | PPB     | 33.385  | 0,64%      | Foz do Iguaçu              | Paraná             |
| 13444  | Stica                       | PT      | 31.584  | 0,61%      | Lapa                       | Paraná             |
| 12800  | Neivo Beraldin              | PDT     | 30.756  | 0,59%      | Erechim                    | Rio Grande do Sul  |
| 12121  | Renato Gaúcho               | PDT     | 29.410  | 0,57%      | Paranaguá                  | Paraná             |
| 22104  | Chico Noroeste              | PL      | 28.562  | 0,55%      | Mirador                    | Maranhão           |
| 13166  | Elton Welter                | PT      | 24.783  | 0,48%      | Toledo                     | Paraná             |
| 13567  | Pedro Ivo Ilkiv             | PT      | 24.358  | 0,47%      | Cruz Machado               | Paraná             |
| 23655  | Arlete Mãe do Guilherme     | PPS     | 22.737  | 0,44%      | Porto União                | Santa Catarina     |
| 23123  | Marcos Valente Isfer        | PPS     | 22.301  | 0,43%      | Curitiba                   | Paraná             |
| 13813  | André Vargas                | PT      | 21.727  | 0,42%      | Assaí                      | Paraná             |
| 13131  | Tadeu Veneri                | PT      | 21.326  | 0,41%      | União da Vitória           | Paraná             |
| 13190  | Hermes Fonseca              | PT      | 21.043  | 0,41%      | Assis                      | São Paulo          |
| 13369  | Padre Paulo                 | PT      | 18.216  | 0,35%      | Lucélia                    | São Paulo          |
| 40111  | Reni Pereira                | PSB     | 14.521  | 0,28%      | Santo Antônio do Sudoeste  | Paraná             |